# Magnum Matrimonii Sacramentum
Magnum Matrimonii Sacramentum (česky Velká svátost manželství) je apoštolská konstituce vyhlášená papežem Janem Pavlem II. 7. října 1982, která dala právní formu Papežskému institutu Jana Pavla II. pro studium manželství a rodiny při Papežské lateránské univerzitě s cílem „zkoumat pravdu o manželství a rodině pomocí vědeckých metod“ těmi, kdo se připravují na pastorační činnost v této oblasti.

## O manželství a rodině
Jan Pavel II. v této souvislosti vysvětlil, že církev vždy projevovala velký pastorační zájem o svátost manželství. Byl si vědom toho, že manželství a rodina patří mezi největší dobra lidského rodu. Z tohoto důvodu se také II. vatikánský koncil touto tematickou oblastí dlouze a podrobně zabýval a výsledek sepsal v Gaudium et spes. Všichni papežové se vyslovili ve prospěch nejvyššího ideálu manželství a rodiny a jeho předchůdce Pavel VI. se k této problematice vyjádřil v mimořádné míře encyklikou Humanae vitae. A konečně biskupská synoda, která se sešla od 26. září do 25. října 1980, se vyslovila pro zřízení Papežské rady pro rodinu.

## Teologický institut
Důvodem pro založení Papežského teologického institutu pro manželství a rodinu byla pro papeže pastorační starost a odpovědnost za manželství a rodinu. Nyní, vysvětluje, se ukázalo jako nezbytné založit primární studijní institut, jehož zvláštní starostí by měla být podpora teologického a pastoračního studia manželství a rodiny. Touto konstitucí dává Papežskému institutu pro manželství a rodinu, jehož základní kámen byl již položen na Papežské lateránské univerzitě, právně samostatnou formu. Jeho hlavním úkolem je udělování následujících akademických titulů:
- Doktorát teologie se specializací na teologii manželství a rodiny
- Licenciát z teologie pro manželství a rodinu
- Diplom (bakalářský) ze studia manželství a rodiny

## Organizace
Pověřuje ústav, aby pracoval na těchto cílech:
1. Vypracovat a zavést studijní program vedoucí k doktorátu z posvátné teologie s doplňkovým teologickým studiem manželství a rodiny pro ty, kteří již získali licenciát z posvátné teologie.
2. Vytvořit studijní plán pro licenciát z posvátné teologie pro ty, kteří získali bakalářský titul z posvátné teologie.
3. Vytvoření studijního plánu pro diplomy z teologie manželství a rodiny.
4. Plánování a pořádání seminářů, na které budou zváni speciálně vyškolení odborníci, kteří se věnují otázkám manželství a rodiny. Na žádost římské kurie se mohou na tomto institutu konat také biskupské konference za účelem studia.

### Řízení ústavu
Akademickou správu institutu tvoří kancléř a rektor Papežské lateránské univerzity, jakož i prezident a rada institutu. Právo jmenovat prezidenta má papež.

## Vklad
Při založení institutu Jan Pavel II. dále stanovil, že institut bude mít zvláštní spojení s Papežskou radou pro rodinu a že ponese název „Panna Maria Fatimská“. Datum vstupu v platnost bylo stanoveno na 14. října 1982.